# Simson en Delila
Simson en Delila is een schilderij van Rembrandt in de Gemäldegalerie van de Staatliche Museen zu Berlin.

## Voorstelling
Het stelt Simson voor, een figuur uit het Bijbelboek Rechters, die het volk Israël moest beschermen tegen invallen van de Filistijnen. Hij stond bekend om zijn grote fysieke kracht. Op een dag ontmoette hij de Filistijnse vrouw Delila. Delila vroeg Simson waarin zijn geweldige kracht schuilde en hoe hij overmeesterd kon worden. Uiteindelijk vertelde Simson haar dat hij zijn kracht zou verliezen als zijn haar zou worden afgeschoren. Terwijl hij sliep riep Delila een man en liet hem de zeven haarlokken van Simsons hoofd afscheren, waarna Simson door de Filistijnen werd overmeesterd. Zijn ogen werden uitgestoken en hij werd naar Gaza gebracht om in een gevangenis graan te malen.
Rembrandt beeldde het moment af waarop Simson in de schoot van Delila in slaap was gevallen. Op de achtergrond staan twee Filistijnse handlangers in de aanval. De voorste handlanger kijkt angstig naar Delila, maar Delila probeert hem gerust te stellen door hem alvast een van de afgeknipte haarlokken van Simson te laten zien.

## Toeschrijving en datering
Het schilderij is linksonder gemonogrammeerd en gedateerd ‘RHL 1628’, waarbij RHL staat voor ‘Rembrandt Harmensz. Leydensis’ (Rembrandt Harmensz. van Leiden). De auteurs van het Corpus of Rembrandt Paintings twijfelen echter over de echtheid hiervan en dateren het schilderij op stilistische gronden 1629/1630.

## Herkomst
Het werk wordt in 1632 voor het eerst genoemd in een inventaris van de eigendommen van Frederik Hendrik van Oranje in Den Haag (inventarisnummer 49; als Jan Lievens). Later werd het overgebracht naar Huis Honselaarsdijk, een buitenverblijf van de prinsen van Oranje bij Rijswijk, waar het in 1707 genoemd wordt in een inventaris (nummer 39). Na de dood van Willem III van Oranje werd het huis samen met de inboedel geërfd door Frederik I van Pruisen. Zijn erfgenaam, Frederik de Grote, liet het werk vermoedelijk in 1742 overbrengen naar Berlijn, waar het in 1793 wordt vermeld in de Berliner Stadtschloss (als Govert Flinck). Hier bleef het tot 1906, toen het werd overgebracht naar de Gemäldegalerie van de Staatliche Museen zu Berlin.